# Rio São Manuel
Le rio São Manuel ou rio Teles Pires est une puissante rivière du bassin amazonien qui coule au Brésil dans les États du Mato Grosso et du Pará. C'est la plus longue des deux branches mères qui donnent naissance au rio Tapajós, un des grands affluents (en rive droite) de l'Amazone. L'autre branche mère est le rio Juruena.

## Géographie
Il parcourt les États brésiliens de Mato Grosso et de Pará. Sa longueur est de 1 370 km. Il fait partie du système fluvial Tapajós-Teles Pires, qui a une longueur totale de 2 291 km.
Le rio São Manuel naît dans la Serra Azul, un peu au nord de la localité de São Manuel, dans l'État de Mato Grosso. Son cours supérieur se déroule en direction du nord, ses eaux ne baignant aucune localité. Il passe cependant non loin de Arracatuba, Sorriso et Sinop. Dans ce cours supérieur, il reçoit d'abord le rio Paranaita (qui est un peu plus long que lui), puis le rio Paranatinga et le rio Celeste. Dans son cours moyen, il reçoit en rive gauche le rio Verde, un peu avant de former la chute appelée cachoeira Caiabi, la première dans un secteur accidenté. Il passe non loin des localités d'Itauba et d'Alta Floresta, où il tourne en direction du nord-ouest, puis reçoit le rio Nhandu et le rio Cristalino. Dans son cours inférieur, il forme pendant 300 km la frontière naturelle entre les États de Mato Grosso et de Pará. Il baigne les petites cités de San João de Paraná, de Pereriniha et de Barra de São Manuel, où il s'unit avec le rio Juruena pour donner naissance au rio Tapajós. Dans ce secteur, il reçoit les eaux des rios Peixoto de Azevido, Sao Benedito et Cururu-Açu.

## Confluent São Manuel-Juruena
Le confluent du rio São Manuel et du rio Juruena se situe près du village de Barra do São Manuel. La rencontre de ces deux grandes rivières aux largeurs quasi identiques est un lieu important qui sert de limite à trois états brésiliens à la fois : au sud Le Mato Grosso, à l'ouest le Pará, et à l'est l'Amazonas. Le Sào Manuel est le plus long des deux, mais le rio Juruena est (de peu) le plus important par son débit. Par contre, il n'est pas navigable.

## Navigabilité
Son cours inférieur fait partie de ce que l'on appelle l' « Hidrovia Tapajós-Teles Pires » , c'est-à-dire un bief de 192 km qui va depuis la confluence avec le rio Juruena jusqu'à la zone des cataractes. Bien alimenté en toutes saisons, le rio São Manuel présente de très bonnes conditions de navigation, avec un tirant d'eau de 1,5 mètre.
Par ailleurs, une demi-douzaine de barrages hydro-électriques contribuent à l'exploitation de la rivière et affectent les conditions de navigation.

## Hydrométrie - les débits à Tres Marias
Le débit de la rivière a été observé pendant 21 ans (1975-1995) à Tres Marias, localité située à peu de distance en amont de son confluent avec le rio Juruena. 
Le débit annuel moyen ou module observé à Tres Marias durant cette période était de 3 978 m3/s pour un bassin versant de 137 485 km2.
La lame d'eau écoulée dans ce bassin atteint ainsi le chiffre de 912 millimètres par an, ce qui peut être considéré comme élevé et correspond aux valeurs observées en moyenne au sein du bassin de l'Amazone.
Le rio São Manuel est un cours d'eau relativement régulier et abondant en toutes saisons, avec cependant une période d'étiage de près de cinq mois allant de juillet à novembre et correspondant à la saison sèche liée à l'hiver austral. Le débit mensuel moyen des mois de la période des basses eaux est plus ou moins 6-7 fois inférieur au débit mensuel moyen de la période de crue (septembre : 1 214 m3/s - mars : 8 101 m3/s). Sur la durée d'observation de 21 ans, le débit mensuel minimum a été de 988 m3/s (septembre), tandis que le débit mensuel maximal se montait à 10 365 m3/s et a été observé en mars. 

## Principaux affluents
(longueur, bassin versant, débit moyen)
- rio Apiacas (260 km, 16 100 km2, 490 m3/s)
- rio Cristalino (170 km, 3 340 km2, 190 m3/s)
- rio Cururu-Açu (240 km, 6 700 km2, 180 m3/s)
- rio Paranaita (120 km, 3 800 km2, 120 m3/s)
- rio Peixoto do Azevedo (330 km, 19 600 km2, 570 m3/s)
- rio São Benedito (360 km, 13 700 km2, 350 m3/s)
- rio Verde (320 km, 13 450 km2, 300 m3/s)

Données issues des études d'impact pour la construction des nombreux barrages.